# パークスレーシング競馬場
パークスレーシング競馬場（Parx Racing）は、アメリカ合衆国ペンシルベニア州ベンセイラムにある、競馬場とカジノの複合施設（レーシノ）。ペンシルベニア州最大の競走であるペンシルベニアダービーなどが行われている。

## 歴史

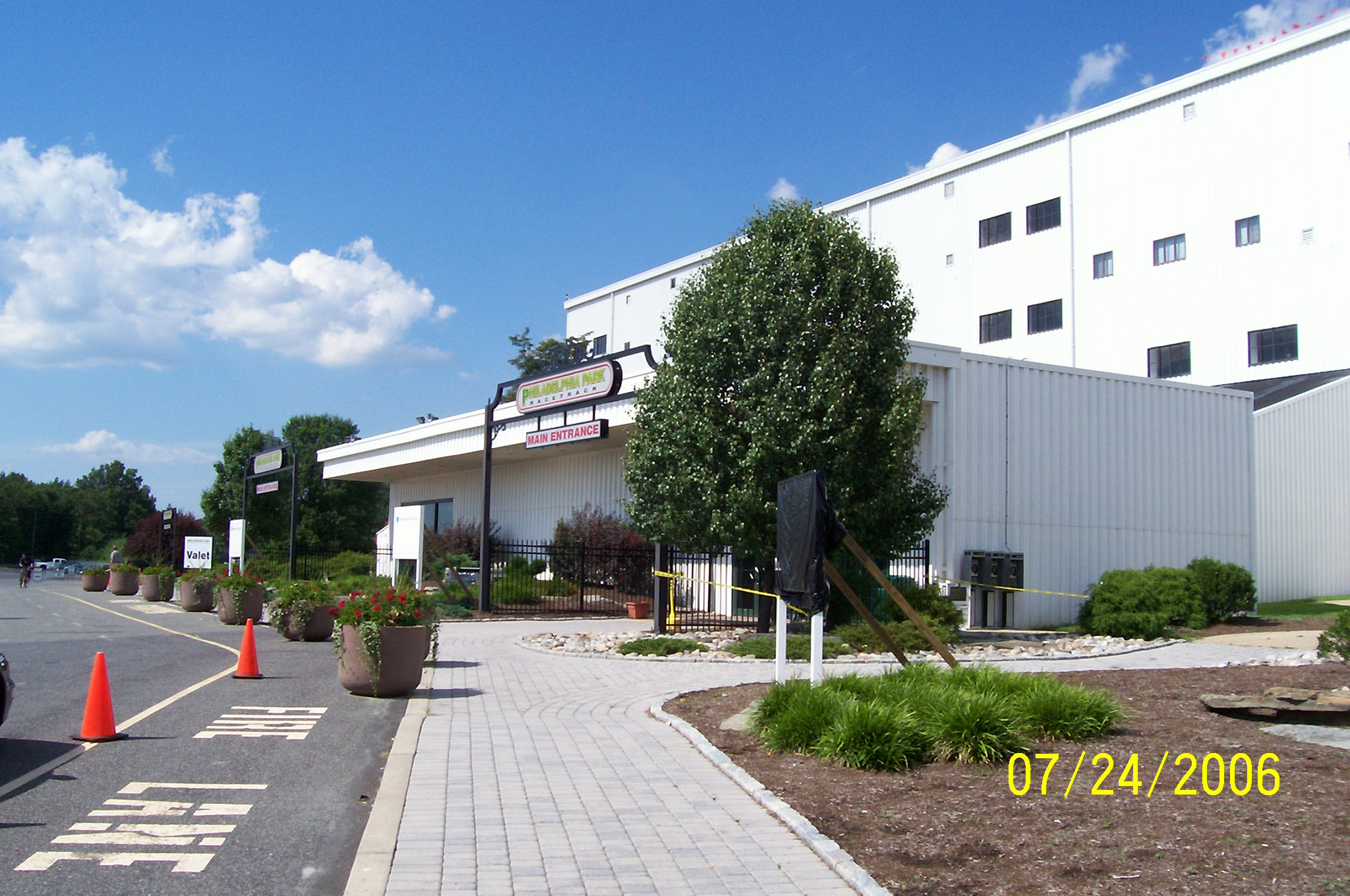
改名前の2006年時点でのフィラデルフィアパーク競馬場正門

1974年11月4日にキーストーン競馬場（Keystone Racetrack）の名前で開設された競馬場である。1984年12月28日にITB（インターナショナル・サラブレッド・ブリーダーズ）社が競馬場を約4000万ドルで競馬場を購入し、フィラデルフィアパーク（Philadelphia Park）と改名した。このITB所有時代に大規模な改修が行われており、大きなものでは芝コースの開設や電話投票システム、テレビ放送対応などが追加された。
1990年にグリーンウッド・レーシング社が6700万ドル超の金額で競馬場、および電話投票システムと場外馬券売場6か所を購入した。その後、グリーンウッド・レーシング所有のもと、2010年にパークスレーシング（Parx Racing）に改名されている。
カジノが併設されたのは2006年12月18日のことで、当初は競馬場の1階と3階に開設されたものであった。その後の2009年12月18日にカジノが単独の施設として競馬場の隣に併設されるようになった。

## コース概要
メインとなるダートコースと、増設された芝コースがある。周回はともに左回り。
- 1周距離 - ダートコース：1マイル（8ハロン・1,609メートル）／芝コース：7ハロン（約1408メートル）
- 直線距離 - 974フィート（約296.9メートル）
- 幅員 - 80フィート（約24.4メートル）

## 主な競走
パークスレーシングでは1年を通して競馬が行われているが、主要な競走は夏季・秋季に集中している。最大の競走であるペンシルベニアダービーは、例年9月の最終土曜日に行われ、同日にはコティリオンステークスなども開催される。以下は2019年時点の主要なステークス競走。
G1
ペンシルベニアダービー Pennsylvania Derby
コティリオンステークス Cotillion Stakes
G2
ギャラントボブステークス Gallant Bob Stakes
G3
ドクタージェームズペニーメモリアルステークス Dr. James Penny Memorial Stakes
グリーンウッドカップステークス Greenwood Cup Stakes
パークスダッシュハンデキャップ Parx Dash Handicap
スマーティジョーンズステークス Smarty Jones Stakes
ターフモンスターステークス Turf Monster Stakes
リステッド
パークスダートマイル Parx Dirt Mile
ターフアマゾンステークス Turf Amazon Stakes